# Stara Sikorska Huta
Stara Sikorska Huta (kaszub. Stôrô Sëkòrskô Hëta) – wieś w Polsce, w województwie pomorskim, w powiecie kartuskim, w gminie Stężyca.
Miejscowość leży na Kaszubach. Wchodzi w skład sołectwa Sikorzyno.
Do 2023 miejscowość była kolonią wsi Sikorzyno.
W latach 1975–1998 kolonia administracyjnie należała do województwa gdańskiego.
Stara Sikorska Huta 31 grudnia 2011 r. miała 24 stałych mieszkańców.